# Bathyphantes bohuensis
Bathyphantes bohuensis är en spindelart som beskrevs av Zhu och Zhou 1983. Bathyphantes bohuensis ingår i släktet Bathyphantes och familjen täckvävarspindlar. Inga underarter finns listade.